# Teuchophorus tiomanensis
Teuchophorus tiomanensis är en tvåvingeart som beskrevs av Patrick Grootaert 2006. Teuchophorus tiomanensis ingår i släktet Teuchophorus och familjen styltflugor. Inga underarter finns listade i Catalogue of Life.